# Psyra (Geometridae)
Psyra là một chi bướm đêm thuộc họ Geometridae.

## Các loài
- Psyra angulifera  (Walker, 1866)
- Psyra bluethgeni  (Pungeler, 1904)
- Psyra boarmiata  (Graeser, 1892)
- Psyra conferta  Inoue, 1983
- Psyra crypta  Yazaki, 1994
- Psyra cuneata  Walker, 1860
- Psyra debilis  Warren, 1888
- Psyra falcipennis  Yazaki, 1994
- Psyra fulvaria  Yazaki, 1992
- Psyra gracilis  Yazaki, 1992
- Psyra moderata  Inoue, 1982
- Psyra rufolinearia  Leech, 1897
- Psyra similaria  Moore, 1868
- Psyra spurcataria  (Walker, 1863)
- Psyra trilineata  (Moore, 1868)